# Koinophilia
Koinophilia este un termen englez, care desemnează în genetică ipoteza conform căreia animalele dintr-o specie preferă să se împerecheze cu parteneri cu trăsături comune. Cu alte cuvinte, ființele sexuale evită să se împerecheze cu parteneri care au trăsături neobișnuite, necomune sau deviante.